# Kerstin Hagenfeldt
Kerstin Birgitta Hagenfeldt, född 31 december 1934 i Råneå församling, Norrbottens län, är en svensk läkare. Hon ingick 1958 äktenskap med Lars Hagenfeldt.
Hagenfeldt, som är dotter till rektor Albert Lundberg och Rut Åkerström, avlade studentexamen i Luleå 1953, blev medicine kandidat i Stockholm 1955, medicine licentiat där 1960 samt medicine doktor 1972 på avhandlingen Studies on the Mode of Action of the Copper-T Device och docent där 1973. Hon var underläkare vid kvinnokliniken på Södersjukhuset 1960–1962 och 1965, tillförordnad underläkare och underläkare på kirurgiska kliniken där 1962–1965, blev underläkare på kvinnokliniken på Karolinska sjukhuset 1966, var under tjänstledighet därifrån forskningsläkare vid forskargruppen för fortplantningens endokrinologi vid Statens medicinska forskningsråd från 1968, blev biträdande överläkare vid kvinnokliniken på Karolinska sjukhuset 1975 och var senare överläkare där till pensioneringen 2000. Hon tillades professors namn 1996.